# Chimoltrufia
María Expropiación Petronila Lascuráin Y Torquemada de Botija, conocida por su apodo la Chimoltrufia, es un personaje ficticio interpretado por Florinda Meza, inseparable del elenco de las escenas cortas del programa Los Caquitos creado por Roberto Gómez Bolaños "Chespirito" (que en el mismo interpretaba al "Chómpiras"). Nació un 18 de marzo en Juchipila, Zacatecas. Su apodo se debe a la contracción de las palabras "Chimuela (falta de alguna pieza dental, sobre todo las frontales)" y "atrofiada". Su segundo y tercer nombre (Expropiación Petronila) se deben a que en la fecha de su nacimiento se conmemora la expropiación petrolera del presidente Lázaro Cárdenas. Su madre, y suegra de "el Botija", es María Espotaverderona Torquemada y viuda de Lascurain (Interpretada por Anabel Gutiérrez).

## Personalidad y descripción
Es una mujer de origen humilde, aunque a veces su personalidad puede resultar grosera, a veces ingenua y de una falta de conocimientos casi absoluta, precisamente su ignorancia es su característica al llegar al punto de "presumir" lo cual la hace caer en ridiculeces, aunque frecuentemente se molesta con facilidad cuando es ofendida o engañada, lo cual causa que agreda de forma cómica con insultos o golpes a quienes tratan de aprovecharse de ella; de hecho ella suele resolver las discusiones a golpes se le da por golpear a cualquiera que la ofenda sobre todo al Chompiras el cual es al que más golpea en la serie y rara vez golpea al Botija, en dos ocasiones golpeó al sargento Refugio (Rubén Aguirre) al grado de que el Licenciado (Raúl Chato Padilla) la tachó de mujer "fiera". 
Es la esposa de Gordon Botija y Aguado Pompa y Pompa , más conocido como "El Botija" (Édgar Vivar), quien es amigo y compañero inseparable del Chómpiras.
Usa siempre el cabello despeinado y descuidado (según el Chómpiras, parecía escoba de barrendero), una blusa café, con falda y calcetas de colores, un medio delantal amarillo crema y unas chanclas blancas.  Se dice que siempre le faltaba un diente (Al igual que el personaje de la Chilindrina en el Chavo del Ocho).
Trabaja en el Hotel a las órdenes de Don Lucho (Carlos Pouliot) y en el Hotel Buenavista, a las de Don Cecilio (Moisés Suárez Aldana), como camarera, y en la lavandería del hotel, donde a menudo radica su labor principal. Su madre, Doña Espotaverderona (Anabel Gutiérrez), es casi su vivo retrato (en su vestimenta sobre todo, su manera de hablar y sus frases), ya que se viste con un suéter de colores, un vestido viejo café, calcetas naranjas y chanclas blancas. Su gran sueño es volverse cantante profesional, pero la realidad es que quien la oye cantar termina casi ensordecido por su penetrante, aguda, pero graciosísima voz, al grado de que en un episodio, El sargento Refugio se le derritieron sus ojeras al escuchar su voz (especialmente cuando intentaba imitar a la cantante argentina Amanda Miguel). 
En un capítulo el Botija explica que su padre la bautizó como María Expropiación Petronila, por haber nacido el día de la "expropiación petrolera".  En diferentes ocasiones ella menciona que es de Juchipila, Zacatecas (lugar de donde es originaria Florinda Meza en la vida real), Le Gustan Mucho los Carruseles que son Clásico de un Parque temático y las Ferias.

## La Chimoltrufia en la actualidad
En 2016 Florinda Meza abre su canal en YouTube con pequeños sketchs en el cual años después la Chimoltrufia trabaja como empleada doméstica en una casa, que por cierto es grabado en la misma casa donde vive Florinda Meza. Otro aspecto por resaltar es que aunque el personaje fue creado por Chespirito, él le cedió años antes de fallecer, los derechos de autoría del personaje. Ya que ella misma fue la que moldeó el personaje, así lo dijo en entrevista el señor Roberto. 
En los primeros episodios cuenta lo que sucedió con los demás personajes de la serie, que ya han fallecido como el Chómpiras, su esposo Botija, su mamá Espotaverderona, Doña Nachita, y cuenta que de la tal Maruja personaje que hacía María Antonieta de las Nieves no sabe absolutamente nada y que jamás volvió a saber de ella.

## Historieta
"La Chimoltrufia" contó con una revista de historietas a principios de los años 90, que constó de dos etapas. La primera de ellas con más de cincuenta ejemplares en los cuales se adaptaban las situaciones del programa de televisión: "Chespirito", específicamente los sketchs de "Los Caquitos", que en ese momento gozaban de un gran éxito. En la segunda etapa siguieron adaptándose algunos libretos de la televisión, pero también se incluyeron historias originales en las que aparecían los personajes principales cuando eran niños; esta segunda etapa ya no tuvo tanto éxito. El eslogan en el anuncio televisivo decía "Una revista para carcajearse los Lunes y sonreír toda la quincena".